# Anthele

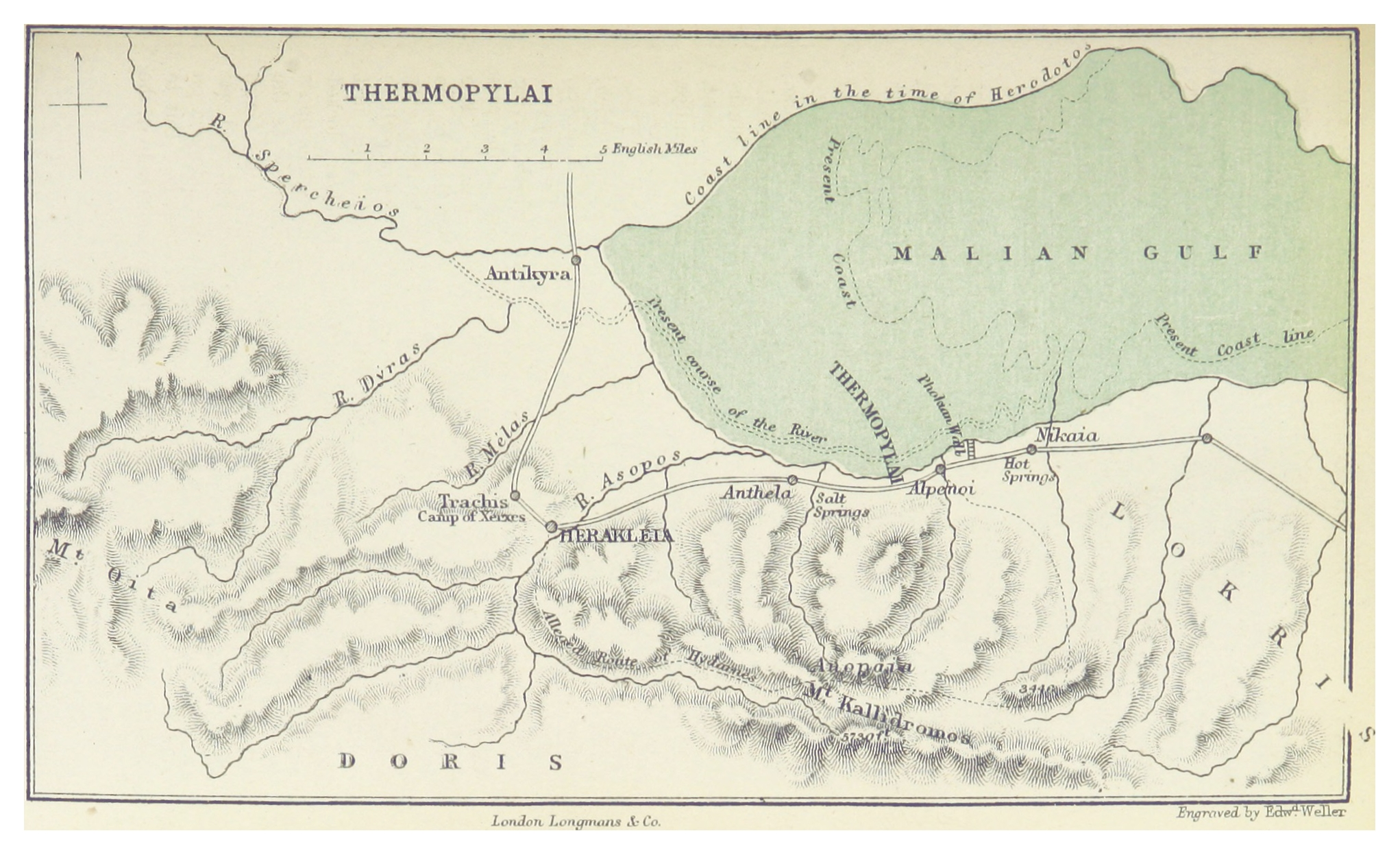
Lage von Anthele in der Antike

Anthele (altgriechisch Ανθήλη) oder Anthela war ein kleiner antiker Ort in Fthiotida am Westtor der Thermopylen. Er befand sich am Nordhang des Kallidromogebirges in der Nähe der Mündung des Phoinix in den Asopos.
Bei Anthele lag das Heiligtum der Demeter Amphiktyonis. Hier traf sich jedes Jahr im Herbst der Rat einer Amphiktyonie, eines kultischen Schutzbundes. Als mythischer Begründer dieser Amphiktyonie galt Amphiktyon, der Sohn des Deukalion. Die Ratsversammlung wurde nach den Thermopylen Pylaia genannt. Im Heiligtum gab es neben dem Tempel der Demeter Amphiktyonis auch eine Stoa und ein Stadion und Tempel für Athene, Herakles und Amphiktyon.
Die Amphiktyonie scheint bis ins 8. Jahrhundert v. Chr. zurückzugehen. Gründungsmitglieder waren die Doloper, Thessalier, Ainianen oder Oitaier, Magneten, Malier, Phthioten und Perrhäber. Später kamen noch die Phoker, Lokrer, Dorer, Böotier und Ionier in Attika und Euböa hinzu, so dass die Amphiktyonie schließlich zwölf Staaten umfasste. Später traf sich die Ratsversammlung abwechselnd in Delphi und Anthele. Nach dem Ersten Heiligen Krieg wurde der Sitz der Amphiktyonie ganz nach Delphi verlegt. 339/8 v. Chr. erneuerte Philipp II. von Makedonien den Demetertempel und ließ die Stätte ausbauen. Herodes Atticus errichtete im 2. Jahrhundert n. Chr. Bäder, die von den sogenannten Thermalquellen des Herakles gespeist wurden.
1927 wurde der etwa 6,5 km nördlich gelegene Ort Imirbei nach Anthele in Anthili umbenannt.